# Parafia Narodzenia Najświętszej Maryi Panny w Sadach Górnych
Parafia Narodzenia Najświętszej Maryi Panny w Sadach Górnych – parafia rzymskokatolicka w Sadach Górnych, znajdujących się w dekanacie bolkowskim, w diecezji świdnickiej. Była erygowana 5 czerwca 1985 r. Proboszczem parafii od 12 lutego 2021 jest ks. Paweł Laska.

## Kościół
Gotycki kościół z XIII w. Został przebudowany w 1899 r. otoczony wtedy murem obronnym. W kościele znajduje się 18 renesansowych i barokowych  epitafiów i tablic nagrobnych rodzin: von Tschirnhaus, von Schweinichen, von Reibnitz.
Charakterystyka:
- trójprzęsłowe, Krzyżowo-żebrowe Sklepienie prezbiterium
- trójprzęsłowe, krzyżowo-żebrowe sklepione kaplicy grobowej rodu Czyrnów
- późniejsza wieża

Przy kościele znajduje się XVIII w. plebania z dekoracją sgraffitową.
Budowla gotycka pochodząca z XIII wieku. Gruntownie przebudowana w 1899 r. Otoczona grubym murem obronnym. W zakrystii i za ołtarzem 18 renesansowych i wczesnobarokowych epitafiów i tablic nagrobnych rodziny: von Tschirnhaus (pol. Czyrn, czes. Czarnousy), von Schweinichen, von Reibnitz. Istnieje przypuszczenie, że około 1240 r. istniał w tym miejscu kościół Św. Jadwigi.